# کوه سرگردان
کوه سرگردان عنوان رمانی از سیمین دانشور است که طبق گزارش مجله ادبی ـ هنری نافه دست‌نویس آن از سال ۱۳۸۶ ناپدید شد و به شکل سوال برانگیزی مفقود گشت و هیچگاه پیدا نشد.

## ماجرای سرقت رمان
مجله ادبی–هنری نافه در شماره آبان ۱۳۸۹ خود در گزارشی که علیرضا غلامی با عنوان «در جستجوی کوه سرگردان» نوشته بود برای نخستین بار خبر داد که رمان کوه سرگردان سیمین دانشور از سال ۱۳۸۶ در خانه او مفقود شده‌است.

در این گزارش گفته شد که سیمین دانشور نگارش این رمان را قبل از تیر ۱۳۸۶ یعنی قبل از بیماری تمام کرده‌است. اما ناشر بعد از بهبودی نسبی دانشور در پائیز همان سال پی می‌برد که رمان کوه سرگردان ناپدید شده‌است. انتشارات خوارزمی دو سال تلاش کرده بود خبر مفقود شدن این رمان در رسانه‌ها درز نکند.
مجله ادبی–هنری نافه در گزارش خود گفته‌است این رمان می‌توانست قبل از مرگ علیرضا حیدری، مدیر انتشارات خوارزمی منتشر شود. اما موضوع رمان و حساسیت وزارت فرهنگ و ارشاد اسلامی نسبت به آن و همچنین محافظه‌کاری مدیران انتشارات خوارزمی از علل تأخیر در انتشار آن بوده‌است.
خبرگزاری مهر سیزدهم شهریور ۱۳۸۳ در گفت‌وگوی کوتاهی با دانشور خبر داده بود رمان کوه سرگردان به زودی منتشر می‌شود. خبرگزاری ایسنا و روزنامه شرق نیز به ترتیب در سال‌های ۱۳۸۵ و ۱۳۸۴ خبر داده بودند که این رمان آماده انتشار است.

## واکنش به عدم انتشار رمان
عطاءالله مهاجرانی تیر ۱۳۸۶ زمانی که سیمین دانشور در بیمارستان بستری بود یادداشتی در سایت خود نوشت و به مقامات وقت وزارت فرهنگ و ارشاد اسلامی و از جمله محسن پرویز توصیه کرد به جای عیادت دانشور در بیمارستان به کوه سرگردان او مجوز بدهند. 
اما مجله ادبی–هنری نافه در گزارش خود نوشته‌است «واقعیت این است که کوه سرگردان دانشور اصلاً به وزارت ارشاد نرفته‌است. حتی برای گرفتن فیپا به کتابخانه ملی هم نرفته‌است. در این دو جا اسمی از رمان او نیست.»
غلامرضا امامی نویسنده و مترجم مشهور ایرانی و دوستان خانوادگی سیمین در مصاحبه‌ای در فیلم مستندی با عنوان "سیمین هم منتظر بود" می‌گوید:
" بانو سیمین کتاب را از روی مهر و لطف برای من خوانده بود و محتوای آن به صورت مبهم در خاطرم هست، اما کتاب همچنان سرگردان است"، همچنین به نقل از دخترخوانده خانم دانشور، لی لی دانشور نیز اصل نگاشتن کتاب را تایید می‌کند

## پیرنگ
کوه سرگردان جلد سوم دو رمان جزیرهٔ سرگردانی و ساربانْ سرگردان است که به ترتیب شهریور ۱۳۷۲ و ۱۳۸۰ از سوی انتشارات خوارزمی منتشر شده بودند. این رمان‌ها سه‌گانه‌ای را از زندگی چند انسان سرگردان در سال‌های قبل از انقلاب ایران (۱۳۵۷) و ماه‌های آغاز آن تشکیل می‌دهند.

## موضوع رمان
طبق اسناد دستیاب، این اثر دارای پیام‌های معرفتی با موضوع ظهور مهدی و موعود شیعه از طرف بانوی ادبیات ایران بوده است. یک مصاحبه، شش سال قبل از مرگ سیمین دانشور با او از محتوای این کتاب ناپیدا پرده بر می‌دارد گفتگوی اختصاصی با روزنامه شرق، در مهرماه سال ۱۳۸۴ در مورد رمان آخرینش که ضمن توضیح محتوای آن نوید انتشار آن را نیز می‌دهد وو می‌گوید: 
"جالب این است که بدانید جلد سوم جور دیگرى است. من در کوه سرگردان بیشتر درباره موعود نوشته‌ام. زیبایى مذهب شیعه امام زمان و موعود آن است. حضرت مهدى و معناى ظهور او فوق‌العاده است. امیدوارم ایشان ظهور کنند و دنیاى ما را نجات دهند. من خیلى در انتظار امام زمان و ظهور ایشان هستم و تنها راه حل را در این دنیاى وانفسا ظهور ایشان مى‌دانم..." 
شرق وقتی از قسمت سوم تریلوژی دانشور که همان کوه سرگردان است، می‌پرسد، دکتر دانشور با تاکید مجدد پاسخ می‌دهد: 
"همان طور که گفتم من به مفهوم موعود پرداخته‌ام. در این جلد من منتظر موعود هستم... در آخر مى‌نویسم «دست غیبا سوخت جان در انتظارت ‎/ کو ظهورت دیر شد هنگام کارت». در مذاهب دیگر هم موعود دارند. بودایى، زرتشتى، مسیحى و...  اما موعود ما بسیار شخصیت نابى است. 
من از موعود لذت مى‌برم. مى‌دانى چرا؟ براى اینکه امید به آینده است. وقتى هیچ کارى نمى‌توانى بکنى، مجبورى به آینده بنگرى و در آینده ما موعودى متصور و محقق است. امید در تمام نوشته‌هاى من ملموس است و قهرمان‌ها و شخصیت‌هاى من چشم به آینده دوخته‌اند".